# گویش دهواری
دهواری یکی از گویش‌های زبان فارسی است . گروهی از دهواری‌ها در استان سیستان و بلوچستان ایران و حومه شهر سراوان در روستای ناگان ، اسپیچ ، زیارت و شهر محمدی زندگی می‌کنند.